# Couperuslezing
De Couperuslezing werd van 1987 tot 1989 gehouden in de Nieuwe Kerk in Den Haag en was genoemd naar de Nederlandse en Haagse schrijver Louis Couperus.

## Geschiedenis
Frédéric Bastet hield op 23 oktober 1987 de eerste Couperuslezing, met de titel Met Louis Couperus op reis. De lezing werd gehouden onder auspiciën van de Haagsche Courant en de door K.L. Poll in 1983 opgerichte Vereniging voor Onderwijs, Kunst en Wetenschap. De lezing werd daarna uitgegeven door uitgeverij Martinus Nijhoff te Leiden. Die laatste uitgever verzorgde ook de uitgave van de tweede lezing, van de hand van Hella Haasse. De derde lezing werd gehouden door Johan Polak en verscheen bij zijn eigen uitgeverij Athenaeum - Polak & Van Gennep. Daarna lijken de lezingen niet meer te zijn gehouden.

### Lezingen
1. Frédéric Bastet, Met Couperus op reis: 23 oktober 1987.
2. Hella Haasse, Naar haar eigen beeld: 4 november 1988.
3. Johan Polak, De oudheid bij Louis Couperus: 3 november 1989.